# 斑点树跳蛛
斑点树跳蛛（学名：Yllenus hamifer）为跳蛛科树跳蛛属的动物。分布于蒙古以及中国大陆的新疆、甘肃、内蒙古等地，常见于山涧石下、草丛间或果园。该物种的模式产地在蒙古。